# Alive in Studio A
Alive in Studio A – płyta wydana w 1995, pierwsza solowa płyta koncertowa Bruce’a Dickinsona.

## Lista utworów
1. "Cyclops"
2. "Shoot All the Clowns"
3. "Son of a Gun"
4. "Tears of the Dragon"
5. "1000 Points of Light"
6. "Sacred Cowboys"
7. "Tattooed Millionaire"
8. "Born in '58"
9. "Fire"
10. "Change of Heart"
11. "Hell No"
12. "Laughing in the Hiding Bush"
13. "Cyclops"
14. "1000 Points of Light"
15. "Born in '58"
16. "Gods of War"
17. "Change of Heart"
18. "Laughing in the Hiding Bush"
19. "Hell No"
20. "Tears of the Dragon"
21. "Shoot All the Cowboys"
22. "Sacred Cowboys"
23. "Son of a Gun"
24. "Tattooed Millionaire"

## Twórcy
- Bruce Dickinson – wokal, projekt, teksty, gitara, fotograf
- Tim Summerhayes – inżynier
- Spencer May – inżynier, miksowanie
- Chris Dale – bas, fotografia
- Alex Dickson – gitara
- Alex Elena – perkusja
- Hugh Gilmour – fotograf, design
- George Chin – fotograf
- Joe Bangay – fotograf
- Robert Leslie – zdjęcie na okładce